# Mărioara Trașcă
Mărioara Trașcă (Bukarest, 1962. október 29. –) világbajnok és olimpiai ezüstérmes román evezős.

## Pályafutása
Az 1984-es Los Angeles-i és az 1988-as szöuli olimpián nyolcasban ezüstérmet szerzett társaival. A szöuli olimpián kormányos négyesben bronzérmes lett. A világbajnokságokon három arany- és egy bronzérmet nyert.

## Sikerei, díjai
- Olimpiai játékok
  - ezüstérmes (2): 1984, Los Angeles, 1988, Szöul (nyolcas)
  - bronzérmes: 1988, Szöul (kormányos négyes)
- Világbajnokság
  - aranyérmes (3): 1986 (kormányos négyes), 1987 (nyolcas és kormányos négyes)
  - bronzérmes: 1985 (nyolcas)